# Керита Христина Василівна
Керита Христина Василівна (нар. 6 лютого 1955 с. Драгово, Хустський район, Закарпатська область, УРСР) — українська поетеса та педагог. З 1982 р. є членом Національної спілки письменників України. Дружина поета та журналіста Василя Івановича Вароді.

## Біографія
Народилась Христина Керита 6 лютого 1955 року у селі Драгове Хустського району Закарпатської області. У 1972 р. закінчила Хустське медичне училище, а у 1981 р. – філологічний факультет Ужгородського університету.
З 1977 р. працювала у редакції газети «Молодь Закарпаття». З 1992 р. учителює в м. Ужгород.
Дебютувала у 1969 р. на сторінках районної  газети «Ленінська правда». Пише лірику та поеми на теми сучасності. Видала збірки віршів для дітей «Ви чули про гнома?» (2008); упорядкувала збірку дитячої поезії «Джерело» (1996), «Пролісок» (1997), «Вітрило» (1999), «Світанок віку» (2001; усі – Ужгород). 

## Творчість[2]
- «Березневі заручини». Уж., 1981;
- «Чекання дива». К., 1983;
- «Одкровення». Уж., 1988;
- «На руїнах храму». Уж., 2001;
- «У затінку літа». Уж., 2005.

## Нагороди та премії
- 2001 р. –  Обласна літературна премія ім. Ф. Потушняка[2]
- 2009 р. –  Обласна літературна премія ім. Ф. Потушняка[2]
- 2013 р. –  Обласна літературна премія ім. Ф. Потушняка[3]